# 柔毛山黑豆
柔毛山黑豆（学名：Dumasia villosa）为豆科山黑豆属下的一个种。

## 扩展阅读
- 維基物種上的相關：柔毛山黑豆